# Сункар (пилотажная группа)
«Сунка́р» (каз. Сұңқар, рус. Сокол) — пилотажная группа казахских ВВС. Группа летает на шести учебных самолётах Aero L-39 Albatros.

## История
Группа была сформирована в конце 2010 года. В своё распоряжение получила шесть учебных самолётов L-39. Получила известность на Международной выставке вооружения и военно-технического имущества KADEX-2012 в Астане. С казахского языка название группы переводится как «Сокол».